# Unai Medina
Unai Medina Pérez (Bilbao, 16 febbraio 1990) è un calciatore spagnolo, difensore dell'Ibiza.

## Carriera
Ha giocato nella seconda divisione spagnola.